# 7 dni w Hawanie
7 dni w Hawanie (hiszp. 7 días en La Habana) – francusko-hiszpański film dramatyczny z 2012 roku w reżyserii Benicio Del Toro, Pablo Trapero, Julio Médema, Elia Suleimana, Gaspara Noé, Juana Carlosa Tabío i Laurenta Canteta. Wyprodukowany przez Morena Films i Full House.
Zdjęcia do filmu kręcono w Hawanie na Kubie, a okres zdjęciowy trwał przez 7 tygodni (po tygodniu dla każdego reżysera) w marcu i kwietniu 2011 roku. Film składa się z siedmiu części, a są to: „El Yuma”, „Jam Session”, „La tentación de Cecilia”, „Diary of a Beginner”, „Ritual”, „Dulce amargo” i „La fuente”.
Premiera filmu miała miejsce 23 maja 2012 roku podczas 65. Międzynarodowego Festiwalu Filmowego w Cannes oraz tydzień później 30 maja we Francji. W Polsce premiera filmu odbyła się 19 kwietnia 2013 roku.

## Fabuła
Mozaika historii rozgrywających się w kubańskiej stolicy. Leonardo (Daniel Brühl) chce wynająć Cecilię (Melvis Santa Estevez) jako śpiewaczkę i zabrać ją ze sobą do Hiszpanii. Dziewczyna waha się, czy opuścić męża. Znany reżyser (Emir Kusturica) ma odebrać na Kubie nagrodę za całokształt twórczości.

## Obsada
Źródło: Filmweb
- Josh Hutcherson jako Teddy Atkins (segment „El Yuma”)
- Emir Kusturica jako on sam (segment „Jam Session”)
- Daniel Brühl jako Leonardo (segment „La Tentación de Cecilia”)
- Elia Suleiman jako on sam (segment „Diary of a Beginner”)
- Othello Rensoli jako Babalao (segmenty „Ritual” i „La Fuente”)
- Mirta Ibarra jako Mirta (segment „Dulce amargo”)
- Natalia Amore jako Marta (segment „La Fuente”)
- Vladimir Cruz jako Angelito (segmenty „El Yuma”, „La Tentación de Cecilia” i „Dulce amargo”)
- Daisy Granados jako Delia (segment „El Yuma”)
- Alexander Abreu jako kierowca (segment „Jam Session”)
- Melvis Santa Estevez jako Cecilia (segmenty „La Tentación de Cecilia” i „Dulce amargo”)
- Leonardo Benítez jako José (segment „La Tentación de Cecilia”)

i inni